# Bitwa pod Starym Wielisławiem
Bitwa pod Starym Wielisławiem (zwana również bitwą pod Czerwoną Górą) – starcie zbrojne, które miało miejsce 27 grudnia 1428 podczas wojen husyckich.

## Okoliczności i przebieg bitwy
Po zwycięstwie nad krzyżowcami w 1427 roku, husyci zaatakowali Śląsk. Atak był karą za pomoc udzieloną przez książąt śląskich krzyżowcom, którzy w ramach czwartej krucjaty zaatakowali Czechy. W grudniu siły husyckie (Sierotki) pod dowództwem Jana Královca wkroczyły do Kotliny Kłodzkiej i rozbiły się warownym obozem między Starym Wielisławiem a Szalejowem Dolnym w okolicy góry Czerwoniak (Czerwona Góra). Obóz był doskonale zabezpieczony, a husyci pod jego osłoną dokonywali grabieży okolicznych terenów oraz szachowali załogę Kłodzka. Stacjonarny charakter husyckiej wyprawy próbował wykorzystać książę Jan ziębicki, głównodowodzący armią śląskiego rycerstwa. Książę zerwał zawarte przymierze z husytami i na czele dowodzonych oddziałów rycerstwa śląskiego wkroczył na ziemię kłodzką.
Podczas szybkiego marszu, późnym popołudniem 27 grudnia oddziały Jana ziębickiego natknęły się na siły husyckie w rejonie wsi Stary Wielisław. Pomimo braków własnych taborów, książę ziębicki zdecydował się na walną bitwę. Przeprawił siły przez Bystrzycę Dusznicką i z marszu uderzył na utworzony przez siły czeskie szyk taborowy (wagenburg). Nierozważny, frontalny atak ciężkozbrojnego rycerstwa śląskiego zakończył się militarną katastrofą. Pod siłą husyckiego ognia uderzenie błyskawicznie się załamało, a armia Jana ziębickiego poszła w rozsypkę. Dzieła zniszczenia dokończyło kontruderzenie sił czeskich. Książę Jan ziębicki poległ opuszczony przez własne rycerstwo.
Szacuje się, że w bitwie poległo około 700 Ślązaków. Wraz ze śmiercią Jana ziębickiego wygasła linia Piastów ziębickich, a księstwo ziębickie włączono bezpośrednio do ziem Korony Czeskiej.

## Bitwa w kulturze i sztuce
Wydarzenia bitwy pod Czerwoną Górą były kilkukrotnie inspiracją dla batalistów:
- scena śmierci księcia Jana uwieczniona została na sklepieniu kaplicy księcia Jana ziębickiego, a autorem malowidła z lat 1904–1905 był malarz Wilhelm von Wörndle(inne języki),
- monumentalną scenę bitwy na obrazie olejnym z około 1894 namalował Robert Hauk; obraz znajduje się w zbiorach Muzeum Ziemi Kłodzkiej,
- ścianę klatki schodowej ratusza w Ziębicach zdobi malowidło przedstawiające bitwę, wykonane w 1928 przez Alfreda Gottwalda, z okazji 500-lecia wydarzeń.
- nie zachowało się w oryginale dzieło Franza Kunzego, nauczyciela z Gorzanowa, które powstało jako pomoc naukowa, a znane jest z reprodukcji w jednym z przedwojennych niemieckich czasopism.
- literacki opis bitwy i śmierci Jana ziębickiego pojawia się w powieści Boży bojownicyAndrzeja Sapkowskiego (2006).